# Igor Akmadžić
Igor Akmadžić (* 4. Dezember 1972 in Sarajevo) ist ein ehemaliger kroatischer Fußballspieler.

## Werdegang
Der Stürmer Igor Akmadžić spielte in der Saison 1993/94 für Arminia Bielefeld in der seinerzeit drittklassigen Oberliga Westfalen. In fünf Einsätzen blieb er jedoch ohne Torerfolg und verließ den Verein am Saisonende mit unbekanntem Ziel. Im Sommer 1997 wechselte Akmadžić zum israelischen Erstligisten Hapoel Bet Scheʾan, für den er in neun Spielen einmal traf. Während der Saison folgte der Wechsel zu Académica de Coimbra in die erste Liga Portugals. Dort kam er auf drei Einsätze ohne Torerfolg.